# Capitis deminutio
Capitis deminutio sau capitis diminutio (capacitate redusă) este un termen utilizat în Legea Romană, făcând referire la stingerea în totalitate sau parțial, a statutului și a capacității legale avute anterior de o persoană. Există trei schimbări de stare sau de condiție  Au existat trei modificări ale stării sau condiției cu diferite consecințe: maxima, media, și minima. Cea mai mare, capitis deminutio maxima, implică pierderea libertății, a cetățeniei și a familiei (ex. dacă sunteți făcut sclav sau prizonier de război). Următoarea schimbare de stare, capitis deminutio media, constă în pierderea cetățeniei și a familiei însă fără nici o pierdere a libertății personale.  Ultima schimbare de stare, capitis deminutio minima, constă în încetarea apartenenței la o familie specifică, fără pierderea libertății și a cetățeniei.